# 伊差川バイパス
伊差川バイパス（いさがわバイパス）は沖縄県名護市稲嶺から伊差川までの国道58号のバイパスである。
1987年から建設し、仲尾次と伊差川では現道部分を改良、その他の区間は新たに道路を建設した。1991年以降真喜屋 - 仲尾次間と仲尾次 - 伊差川間が相次いで開通。1994年4月最後まで残った稲嶺 - 真喜屋間が開通し全線開通した。伊差川から先は名護バイパスにつながっている。

## 概要
- 区間・名護市稲嶺 - 伊差川
- 実延長・4.8km
- 道路規格・第3種2級
- 設計速度・60km/h（制限速度は50km/h）
- 車線数・2車線
- 主な橋・羽地大橋（名護市仲尾次・352m）

## 主な接続道路
- 沖縄県道110号線（名護市真喜屋）
- 国道505号（名護市仲尾次）